# 溫室

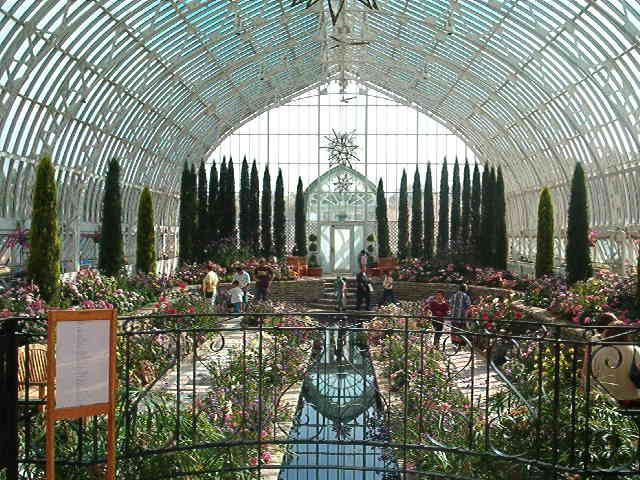
位於美國明尼蘇達州聖保羅市的溫室

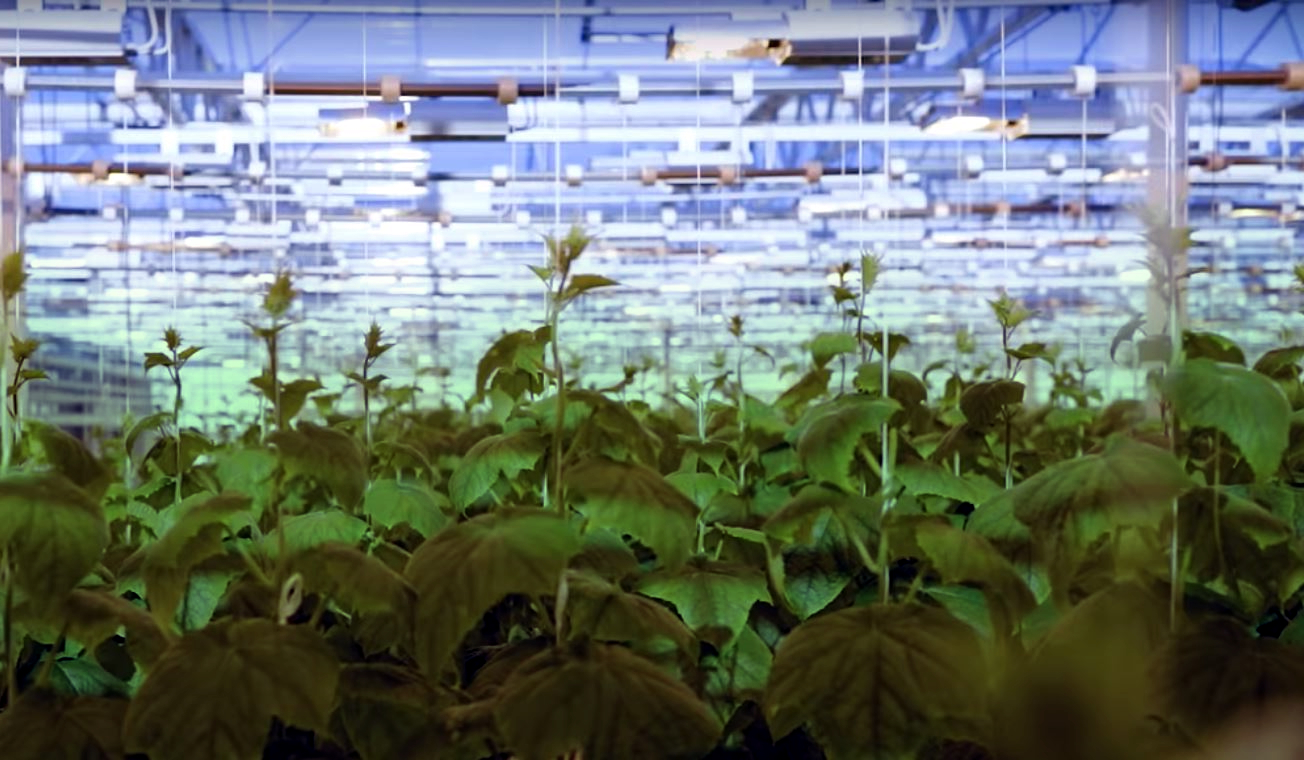
芬兰奈爾珀斯溫室中的熱燈

溫室，又稱玻璃溫室或暖房，是一座專用作種植植物的建築物。它的建造物料是玻璃或塑料，溫室會因太陽溫室內的植物、泥土、空氣等變暖，因為可以提早種植也比較不受氣候影響，在亞熱帶和溫帶國家很流行，在乾燥地區還有防止水份過度蒸發的效果。
玻璃被用作為溫室的建造物料是因為它是不同光學頻譜的其中一種可選性的傳輸媒介，而它的另一個作用是可以集中抓住能量，使溫室內的植物、空氣變暖。這些熱空氣會下沉於地面和防止上升和流動，因此如果在溫室屋頂上只打開一個小窗口，溫室溫度就會顯著地下降，這個原理就仿如一個基本的自動排氣冷卻系統。溫室的興建就是可以抓住電磁輻射和防止對流現象。因此，用于温室的玻璃作为气流屏障，其效果是捕获温室内的能量。靠近地面被加热的空气, 就被防止无限地上升和流失。虽然会发生由于通过玻璃和其他建筑材料热传导的热损失，温室内的净能量（及因此温度）仍是增加的。

## 種植

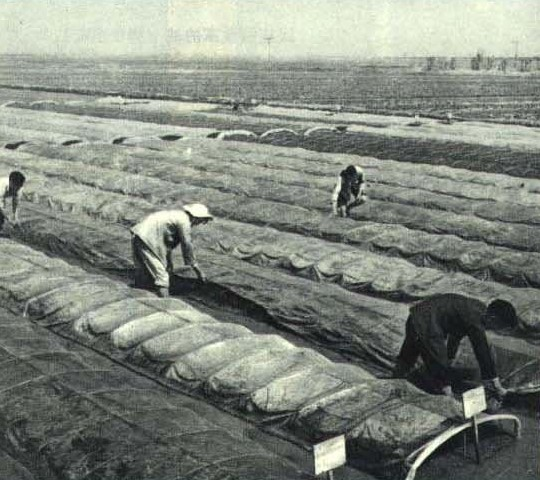
1963年广东南海使用塑料温室

溫室通常會用作種植花、蔬菜、水果、煙草植物等，而熊蜂是在溫室裏授粉的最佳授粉者。
除煙草以上外，很多蔬菜和花在冬末春初的時候會在溫室種植，當回暖的時候會移植到室外的。此外，農夫也會在這時候在农贸市场進行買賣的。某些在溫室裏所培養種植的特別品種，例如番茄等通常會成為商業產品的。

## 設備
溫室裏的密封環境會自然會有獨特的設備，與室外種植的相比。害蟲、疾病、熱量、濕度等完全受到控制，使用灌溉用水代替天然食水。溫室裏其中一個重要的條件設備就是光和熱量，特別是在冬天時溫室所種植的熱帶蔬菜。
溫室在高緯度國家食物供應中的重要性逐漸增加，全球最大的合成溫室就是位於高緯度地帶的加拿大安大略省南部，該地有大約200英亩 （0.84平方公里）的番茄都是在溫室下種植的。

## 溫室通風
通風是一個成功的溫室中最重要的組件之一。如果沒有適當的通風，溫室和植物可以變得容易出現問題。通風的主要目的是調節溫度的最佳水平，並保證空氣的運動，從而防止積聚的植物病原體（如灰黴病）。通風也保證了供應光合作用和植物呼吸新鮮的空氣，而且可能使重要的溫室作物授粉訪問。

## 溫室加熱
暖氣尤其是在寒冷的氣候條件下，最可觀的成本之一。溫室加熱，相對於一棟具有固體不透明壁的主要問題是通過溫室覆蓋層的熱損失量。由於覆蓋物需要以允許光過濾成的結構。
被動加熱方法存在尋求熱利用低能量輸入。 太陽能可以從捕獲的相對豐度（日間/夏天）期間，發布過程中提高溫度較冷的時期（夜間/冬季）。 餘熱也可以用熱溫室牲畜，例如，在温室内进行动物养殖，由动物提供热量。
電子控制器通常用於監測溫度，並調整爐操作的條件。 這可以作為一個基本的恆溫器一樣簡單，但在較大的溫室操作可以更複雜。

## 分類
日光温室（sunlight greenhouse）
按照JBT 10292-2001的定义，是以日光为主要能量来源的温室，一般由透光前坡、外保温帘（被）、后坡、后墙、山墙和操作间组成。

## 總結
溫室能保護农作物免受過熱或過冷的影響，又可以庇護植物免受落雹、沙塵暴或暴风雪的威脅、免受害蟲的侵害。透過溫室裏光和溫度的控制可使一些非耕土地變成可耕土地。
溫室可为一些無法在荒漠或嚴寒地帶種植农作物的貧窮飢荒的第三世界國家提供溫飽。溶液栽培，一種適合在溫室使用的栽培法，特別適合一些內陸地區使用。此外，一名加拿大生物学家約翰．泰德研發了一種技術，使污水轉換成灌溉用水，達至循環再造的效用。

### 引用
1. ↑  . 牛津英語詞典 (第三版). 牛津大學出版社. 2005-09 （英语）.

### 書目
- Francesco Pona: Il Paradiso de' Fiori overo Lo archetipo de' Giardini, 1622 Angelo Tamo, Verona (a manual of gardening with use greenhouse for make Giardino all'italiana)
- Cunningham, Anne S. (2000). Crystal palaces : garden conservatories of the United States （页面存档备份，存于）. Princeton Architectural Press, New York, ISBN 1-56898-242-9
- Lemmon, Kenneth. . Philadelphia: Dufour. 1963. OCLC 6826618.
- Muijzenberg, Erwin W B van den. . Wageningen, Netherlands: Institute for Agricultural Engineering. 1980. OCLC 7164418. ;
- Vleeschouwer, Olivier de (2001). Greenhouses and conservatories （页面存档备份，存于）. Flammarion, Paris, ISBN 2-08-010585-X
- Woods, May; Warren, Arete Swartz. . London: Aurum Press. 1988  [2016-10-16]. ISBN 0-906053-85-4. OCLC 17108422. （原始内容存档于2016-11-23）.
- Valera, D.L.; Belmonte, L.J.; Molina, F.D.; López, A. (2016). Greenhouse agriculture in Almería. A comprehensive techno-economic analysis. Ed. Cajamar Caja Rural. 408pp.